# Heterogorgia
Heterogorgia is een geslacht van neteldieren uit de klasse van de Anthozoa (bloemdieren).

## Soorten
- Heterogorgia flabellum (Pallas, 1766)
- Heterogorgia grandicalyx Kükenthal, 1924
- Heterogorgia hickmani Breedy & Guzman, 2005
- Heterogorgia muricelloides Nutting, 1910
- Heterogorgia pacifica
- Heterogorgia papillosa Verrill, 1870
- Heterogorgia ramosa (Thomson & Henderson, 1905)
- Heterogorgia stellifera (Thomson & Crane, 1909)
- Heterogorgia tortuosa Verrill, 1868
- Heterogorgia uatumani Barreira & Castro, 1990
- Heterogorgia verrilli Thomson & Henderson, 1905
- Heterogorgia verrucosa Verrill, 1868